# Sayama
Sayama (jap. 狭山市, -shi) ist eine japanische Stadt in der Präfektur Saitama, etwa 30 Zugminuten von Tokio entfernt. Die Stadt ist berühmt für Sayama-Tee.

## Geschichte
Die Stadt Sayama entstand am 1. Juli 1954 aus dem Zusammenschluss der Gemeinde Irumagawa (入間川町, -machi) mit den Dörfern Horikane (堀兼村, -mura), Iruma (入間村, -mura), Kashiwabara (柏原村, -mura), Mizutomi (水富村, -mura) und Okutomi (奥富村, -mura) im Landkreis Iruma.

## Geographie
Sayama liegt nordwestlich von Tokorozawa und südwestlich von Kawagoe.

## Verkehr
- Straße:
  - Nationalstraße 16, nach Chiba, Ichihara, Hachiōji und Yokosuka
- Zug:
  - Seibu Shinjuku-Linie: Bahnhof Sayama, Bahnhof Inariyama-Kōen (Park)

## Fabriken
- Honda
- Dai-Nippon Insatsu
- Lotte Group

## Städtepartnerschaften
- Tongyeong, Südkorea, seit 1973
- Hangzhou, Volksrepublik China, seit 1996
- Tsunan, Japan, seit 1997
- Worthington, Vereinigte Staaten, seit 1999

## Eponyme
Der am 5. März 1990 entdeckte Asteroid (4461) Sayama ist nach der Stadt benannt.

## Angrenzende Städte und Gemeinden
- Tokorozawa
- Kawagoe
- Iruma
- Hannō

## Persönlichkeiten
- Yōhei Hayashi (* 1989), Fußballspieler